# TV Altamira
A TV Altamira, também conhecida como TVA, é uma emissora de televisão brasileira localizada na cidade de Altamira, no Pará. A emissora é afiliada à Rede Brasil e é sintonizada no Canal 6 VHF.
A emissora possui Licença de Funcionamento de Estação RTV sob número 002174/2002-SCM emitida pela ANATEL em 11 de janeiro de 2002 e válida até 30 de novembro de 2015.
No final de 2011, ocorreu referendo no Pará em que eleitores paraenses votaram pela criação ou rejeição dos Estados de Carajás e Tapajós. A cidade de Altamira que abriga a emissora no Tapajós, teve rejeição dos eleitores pela criações desses Estados. Caso tivesse sido aprovada o desmembramento do Pará, a emissora se tornaria a emissora de TV mais antiga do Tapajós.

## História

### TV Altamira (1976-1979)
Em setembro de 1976, o Ministério das Comunicações publicou no Diário Oficial da União (DOU) a portaria do Plano Básico de distribuição de 112 canais em UHF para as 51 cidades paraenses (média de 2 Canais em cada cidade), através do Departamento Nacional de Telecomunicações (DENTEL), entre elas, estava Altamira.
Na época, se utilizava VHF para Grandes Centros do Brasil e o Governo Federal do Brasil estava começando a implantar o sistema UHF (até então ainda inexplorado no Brasil só usado em larga escala a partir dos anos 90), por serem maior alcance em cidades menores, como no caso, o município de Altamira.